# Heber Springs
Heber Springs is een plaats (city) in de Amerikaanse staat Arkansas, en valt bestuurlijk gezien onder Cleburne County.

## Demografie
Bij de volkstelling in 2000 werd het aantal inwoners vastgesteld op 6432.
In 2006 is het aantal inwoners door het United States Census Bureau geschat op 7064, een stijging van 632 (9,8%).

## Geografie
Volgens het United States Census Bureau beslaat de plaats een oppervlakte van
18,0 km², geheel bestaande uit land. Heber Springs ligt op ongeveer 268 m boven zeeniveau.

## Plaatsen in de nabije omgeving
De onderstaande figuur toont nabijgelegen plaatsen in een straal van 24 km rond Heber Springs.